# Absenzpromotion
Die Absenzpromotion (Promotion in absentia – deutsch: in Abwesenheit) ist ein Begriff aus der Geschichte des Promotionswesens und bezeichnet eine Promotion zum Doktor, bei welcher der Kandidat davon befreit ist, eine mündliche Prüfung (Disputation) abzulegen. Während diese Art der Absenzpromotion, die an einigen deutschen Universitäten im 19. Jahrhundert zeitweise zum Regelfall wurde, heute im Wesentlichen abgeschafft ist, bezeichnet man mit dem Begriff heute noch eine Promotion, bei der der Kandidat auf Antrag von der Pflicht zur Anwesenheit beim Promotionsakt (Überreichung der Promotionsurkunde) befreit wird.
Bekannte Persönlichkeiten, die in absentia promoviert wurden, sind u. a. Carl Friedrich Gauß, Friedrich Nietzsche (honoris causa), Karl Marx („vorzüglich würdig“), Arthur Schopenhauer (magna cum laude), Heinrich Schliemann, Konrad Duden und Friedrich Sertürner.